# Rally de China
El Rally de China es una carrera de rally celebrada en los alrededores de la localidad de Shaoguan, provincia de Guangdong, República Popular de China. Las dos primeras ediciones, 1997 y 1998, fueron rallyes candidatos del Campeonato del Mundo de Rally. La edición 1999 fue puntuable para ese campeonato. A partir de 2000, todas las ediciones tienen lugar en octubre o noviembre y son válidas para el Campeonato de Asia-Pacífico de Rally.
En 2016 se incluyó en el calendario del campeonato del mundo, como la undécima ronda y en las fechas 8 al 11 de septiembre. Sin embargo los daños ocasiones por las tormentas obligaron a la organización cancelar la prueba en el mes de agosto.

## Edición de 1999

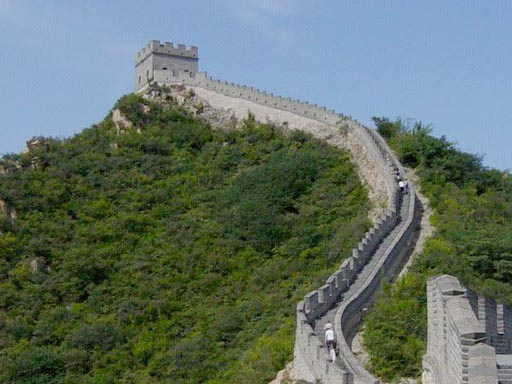
La ceremonia de final de carrera se celebró a los pies de la muralla China.

La desaparición del Rally de Indonesia en 1999 propició la entrada del Rally de China en el calendario del campeonato del mundo. En aquellos años el mercado chino era virgen en el terreno automovilístico y las marcas veían con buenos ojos la entrada de una prueba en el país asiático. Ya por entonces la FIA tenía la intención de incluir un Gran Premio de Fórmula 1 en China y por lo tanto el Rally de China abrió las puertas en muchos aspectos. La FIA esperaba que las autoridades chinas organizaran un rally al estilo del Hong Kong-Pekín, una prueba que formaba parte del campeonato de Asia-Pacífico, sin embargo la prueba que se diseñó sorprendió tanto a pilotos, como a las marcas y a los periodistas. Se planeó un recorrido en el interior del país a casi 40 km del núcleo habitado más próximo, y los equipos se alojaron en hoteles casi cuartelarios, y las autoridades intentaron evitar el contacto con la población local. Los precios fueron muy elevados, y el servicio ofrecido pésimo que despertó las protestas de equipos y prensa. Para colmo la carrera fue mal organizada, con la presencia de la lluvia que tampoco ayudó, por lo que la FIA decidió no volver a incluirlo en el calendario del mundial y fue sustituida por el Rally de Chipre. Fue la única edición puntuable para el Campeonato del Mundo, se celebró del 17 al 19 de septiembre y contó con 22 tramos sobre una superficie de gravilla, aunque dos de ellos tuvieron que ser cancelados. La ceremonia de final de carrera se celebró a los pies de la muralla China.

### Resultados
| N.º | Piloto          | Copiloto          | Automóvil          |
| --- | --------------- | ----------------- | ------------------ |
| 1   | Didier Auriol   | Denis Giraudet    | Toyota Corolla WRC |
| 2   | Richard Burns   | Robert Reid       | Subaru Impreza WRC |
| 3   | Carlos Sainz    | Luis Moya         | Toyota Corolla WRC |
| 4   | Juha Kankkunen  | Juha Repo         | Subaru Impreza WRC |
| 5   | Harri Rovanpera | Risto Pietilainen | Seat Córdoba WRC   |

## Palmarés
| Año  | Edición                     | Piloto            | Copiloto          | Automóvil                  | Series         |
| ---- | --------------------------- | ----------------- | ----------------- | -------------------------- | -------------- |
| 1997 | 1.º China Rally             | Colin McRae       | Nicky Grist       | Subaru Impreza S3 WRC '97  |                |
| 1998 | 2.º China Rally             | Colin McRae       | Nicky Grist       | Toyota Celica              |                |
| 1999 | 3.º China Rally             | Didier Auriol     | Denis Giraudet    | Toyota Corolla WRC         | WRC            |
| 2000 | 4.º 555 China Rally         | Possum Bourne     | Mark Stacey       | Subaru Impreza WRX         | APCR           |
| 2001 | 5.º Rally of China Shaoguan | Nico Caldarola    | Dario D'Esposito  | Mitsubishi Lancer Evo VI   | APCR           |
| 2002 | 6.º Rally of China Shaoguan | Karamjit Singh    | Allen Oh          | Proton Pert                | APCR           |
| 2003 | No se disputó.              | No se disputó.    | No se disputó.    | No se disputó.             | No se disputó. |
| 2004 | 7.º TCL China Rally Huizhou | Katsuhiko Taguchi | Mark Stacey       | Mitsubishi Lancer Evo VIII | APCR           |
| 2005 | 8.º China Rally Shaoguan    | Jussi Välimäki    | Mikko Markkula    | Mitsubishi Lancer Evo VIII | APCR           |
| 2006 | 9.º China Rally Shaoguan    | Cody Crocker      | Benjamin Atkinson | Subaru Impreza             | APCR           |
| 2007 | 10.º China Rally Shaoguan   | Cody Crocker      | Benjamin Atkinson | Subaru Impreza STi N12     | IRC, APCR      |
| 2008 | 11.º China Rally Shaoguan   | Cody Crocker      | Benjamin Atkinson | Mitsubishi Lancer Evo IX   | IRC, APCR      |
| 2009 | 12.º China Rally            | Cody Crocker      | Benjamin Atkinson | Subaru Impreza STi         | APCR           |
| 2010 | 13.º China Rally            | Mark Higgins      | Robbie Durant     | Mitsubishi Lancer Evo X    | APCR           |
| 2011 | 14.º China Rally            | Alister McRae     | William Hayes     | Proton Satria Neo S2000    | APCR           |
| 2012 | 15.º China Rally            | Alister McRae     | William Hayes     | Proton Satria Neo S2000    | APCR           |
| 2013 | 16.º China Rally            | Esapekka Lappi    | Janne Ferm        | Škoda Fabia S2000          | APCR           |
| 2014 | 17.º Rally China Longyou    | Chris Atkinson    | Stéphane Prévot   | Volkswagen Golf SCRC       | APCR           |
| 2015 | 18.º Rally China Longyou    | Pontus Tidemand   | Emil Axelsson     | Škoda Fabia R5             | APCR           |
| 2016 | 19.º Rally China Beijing    | Cancelado         | Cancelado         | Cancelado                  | WRC            |